# Boxberg (Heidelberg)

Mapa da localização de Boxberg em Heidelberg

Boxberg é um distrito de Heidelberg. Localizado ao sul de Heidelberg, nas alturas de 210 a 270 metros acima do nível do mar, nas fraldas leste do Königstuhl acima do distrito de Rohrbach e ao norte do distrito de Emmertsgrund. Tem área de 54 hectares, com 1350 m na direção norte-sul e 600 m na direção leste-oeste.